# Cabeceiras de Basto
Cabeceiras de Basto là một huyện thuộc tỉnh Braga, Bồ Đào Nha. Huyện này có diện tích 242 km², dân số thời điểm năm 2001 là 17846 người.